# بينهم ستكس (باركشير)
بينهم ستكس (بالإنجليزية: Beenham Stocks)‏ هي قرية تقع في المملكة المتحدة في جنوب شرق إنجلترا.